# 彼氏彼女の事情
『彼氏彼女の事情』（かれしかのじょのじじょう）は、津田雅美による日本の少女漫画、通称：『カレカノ』で、本作品は庵野秀明監督によりアニメ化され、テレビ東京系にて1998年10月から1999年3月まで放映された（全26話）。

## 概要
『LaLa』（白泉社）において、1996年2月号から4月号までの短期連載（全3話）として掲載されたのち、1996年7月号から2005年4月号まで連載された。単行本は全21巻。2011年6月号には、作者が当時連載中である『ちょっと江戸まで』の舞台に主人公が登場する読み切り特別編「ちょっとカレカノ〜『彼氏彼女の事情』世が世ならバージョン〜」が掲載された。2011年4月時点で累計発行部数は1100万部を突破している。
1998年10月にガイナックス制作、庵野秀明監督によりテレビアニメ化され、翌年以降に連動してDVD、サントラCDなどがリリースされている。
“仮面優等生”の事情を持つ主人公2人の恋愛と成長、コンプレックスやトラウマとの対峙、そして周りを固める個性豊かなキャラクター達の人間模様が描かれる作品。
略称は「カレカノ（Kare Kano）」で、英語やドイツ語などの翻訳出版ではこちらがメインタイトルとして使われている。「彼2」と書かれることもあり、これは「彼氏×彼女」と「自乗（事情）」の二つの意味が掛けられた表現となっている。漫画本編でも、主人公・宮沢雪野やその友人達が、自分達を指す言葉として『カレカノメイト』というメタフィクション的な名称を使っているシーンがある。
作品の舞台は神奈川県川崎市で、劇中には実在の地名も登場する。

## あらすじ
県内随一の進学校である県立北栄高校1年A組のクラス委員、宮沢雪野は幼少時代から自他共に認める成績優秀・スポーツ万能・容姿端麗な優等生。しかし彼女の本性は虚栄心の塊で、「他人からの賞賛や注目を浴びたい」という不純な動機で日々たゆまぬ努力を続け、品行方正な人物を演じていたのだった。ところが同じ1年A組でクラス委員となった有馬総一郎は、雪野の念願だった新入生総代をさらったうえに美形で運動神経に優れて性格も人当たりもよい、本物の優等生だった。自分以上の注目を集める総一郎に（うわべでは優しく接しつつも）激しい敵対心を燃やす雪野は、猛勉強でテスト学年1位を奪取し、総一郎からの告白もあっさり断るが、ある日わずかな油断から自分の本性を総一郎に知られてしまう。
総一郎は、自分が抱える委員会関連の仕事を雪野に手伝わせるようになる。他人に本性をバラされることを恐れ、泣く泣く毎日下僕としてこき使われる雪野は、総一郎にも裏の顔があることを知る。結果的に2人でいたり話したりする時間が増え、総一郎への妙な意識も芽生える雪野だったが、クラスメイトから「有馬と交際してるの？」と勘違いされる。「有馬は私の素の性格を知って幻滅し、態度を豹変させ、私をバカにしている」と考えた雪野はついに総一郎に対しブチ切れるが、雪野が気持ちをぶつけたことでわだかまりも消え、2人は悪友の関係となる。一方で総一郎は、雪野の前だと無意識に「自分の知らなかった自分（の性格）」が現れていることに気づく。
友人の関係になったはずが、総一郎は「雪野が自分の仮面を次々と剥がし、自分が抱えている心の闇や、忘れ去りたい過去を照らしてくることに対する恐れ」から、雪野を拒絶するようになる。雪野はどうすべきか分からず一人空回りを続けるが、やがて和解。雪野は総一郎を励まし、これからはお互い優等生の仮面を捨てて「自分に正直に生きよう」と目標を立てる。親友の関係となった2人は恋心を増し、総一郎は改めて雪野に愛の告白をする。
以降、高校生活のストーリー（原作最終回は高校卒業から16年後）を時系列順で描いていくが、途中に組み込まれている2話分（『番外編』および『ACT0』）のみ異なり、ACT1より少し過去の場面が描かれている。

## 登場人物

### 主人公
ゆきの / 宮沢 雪野（みやざわ ゆきの）
声 - 榎本温子
本作の主人公。愛称は「ゆきのん」。幼少時より人から賞賛されることに快感をおぼえ、他人に良く見られたい・チヤホヤされたい一心で日々努力を重ねて文武両道・容姿端麗・品行方正な自分を作り上げ、上品な優等生を演じる計算高い「見栄王」。家の中と外における外面のギャップは激しく、家族からは変態扱いされている。
総一郎に本性を知られたキッカケで本当の自分を認められるようになり、「優等生の仮面」をあっさり捨て去った。ただしその後も規律正しい生活と勉学を続けており、金融ビジネス誌が愛読書であるなど、根本はしっかり者・したたか者（母の都香からは「スキなし女」と評される）。
「見栄王」時代は友達作りに興味も無かったが、優等生のフリをやめてからは次々と親友が増えていく。また他者からの人物評価も「ヨゴレ級長（クラスメイト）」「歯ごたえのある生徒（学年主任）」などと一癖あるものに一変していく。
突き抜けた思考回路や極めて負けず嫌いな点も地の様子で、自分が納得できない言動や仕打ちに対しては屈することがなく、怒ると戦闘本能が全開しどんな相手にも怯まない。
中盤以降は総一郎の抱える深い闇から、彼の心を解放しようと苦心する。次々に直面する困難を、持ち前である努力家の一面と溢れるバイタリティで総一郎たちと共に乗り越え、大きく成長していく。在学中に総一郎との子を身籠もり結婚を決意した後は将来をはっきり見据え、学資や義父の総合病院を将来の自分に投資して欲しいと大胆な発言もしてのけている。
最終回では、高校卒業後に一旦主婦となり娘（咲良）と双子の息子（蘇芳、藍）の2男1女を出産後、医大に進学、卒業後に義父の総合病院で形成外科医として働く姿が描かれている。
ありま / 有馬 総一郎（ありま そういちろう）
声 - 鈴木千尋 / 幼少時 - 小山裕香
本作のもう一人の主人公。愛称は「ありま」。眉目秀麗、全国模試で1位、剣道部でインターハイ個人優勝と、能力的にはまさに文武両道の完璧人間。身長は高校入学時で169cm、その後に成長期を迎え、物語中に大きく伸びる。
代々医者の名家である有馬家にあって規格外だった実父ゆえに総一郎も一族中から白眼視されるが、その血筋への反発のため、また自分を愛し育ててくれた養父母（伯父夫婦）のために完璧な人間にならなくてはいけないと努力し、家庭内でも外でも優等生として振舞っていた。しかし内面には深い闇を抱え、幼児期に受けた虐待による心的外傷と養父母からの愛情との狭間で悩み苦しむ。そのため、過去の記憶と本当の感情を封印しようとし、他者と表面上の付き合いに終始する日々を重ね、心に孤独を抱えていた。
初恋相手となった雪野との出会いにより変わっていくかに見えたが、封印した記憶と感情が現れることへの恐怖、実母との再会、雪野に見放されることへの恐怖、雪野にも本心を曝け出さなくなっている現実などが加わり、その内なる苦悩はより複雑で深刻なものとなっていく。
雪野らの支えを受けて闇から解放された後は、雪野に対して心の全てを曝け出せるようになり、養父母や友人たちとの垣根も無くなっていく。その後、実父母との対峙により過去を清算し、雪野との結婚を決意。
高校卒業後は進学せず、自分を「本官」と呼びたいがために警察官になる。実は『相棒』や『太陽にほえろ!』などの刑事物を全てビデオ録画するほどの刑事マニア。上司からその頭脳明晰ぶりを活かすため、出世を目指すように勧められるが、現場が好きなため、昇進試験を受けずに今を楽しんでいたが、最終回で昇進してみようという意思があることを雪野に伝えた。娘（咲良）と双子の息子（蘇芳、藍）の2男1女の父親となっている。普段は温厚で真面目な人柄。加えて根っからの優等生気質となにかと養父で伯父の総司に似ているが、容貌は実父の怜司似。

### 友人
浅葉 秀明（あさば ひであき、雅号：あさば しゅうめい）
声 - 私市淳
主人公の同級生で1年時はF組。愛称は「あさぴん」「あさぴょん」など多数だが、基本的には「あさば」。
総一郎とは別の方向の美形で、異性に人気があり、北栄高校女子にはアイドル的存在だった。また後に彼の目には女性が実像の5倍は美しく映っている（雪野だけはそのまま）ことが分かる。本人曰く「女の子（人）はみな美しい」。
実父と全く相容れず、北栄高校には家を出るためだけに猛勉強の末に入学したという背景を持つ。入学後の成績は芳しくないが、美術科目だけは優秀。
当初はハーレム（浅葉メリーランド計画）の野望達成に総一郎を利用しようと接近し、邪魔な雪野と数々の抗争を演ずるが、後にふたりの最大の理解者となる。
総一郎の仮面を早くから見抜いていたり、彼が精神的に不安定な時には絶妙なタイミングで声を掛けるなど洞察力に優れており、友達思いでもある。ただ言動がやや変態っぽいのが難点で、辟易されることもしばしば。
将来の夢はホストや芸能人・モデルだったが、結局美大に進学し日本画家となった。地味な生活を送る一方、毎年長者番付に載るほどの売れっ子である。
職を得た後の住居は雪野・総一郎とその子供たちの隣の部屋で、多忙な二人を代理パパとして家政面からサポートしつつ、彼が長年待ち続けた「愛情のすべてを捧げるたったひとりの女性」を戸惑いながらも守り続けている。咲良に告白されるが代理パパとして理性を保った。だが彼自身、咲良こそ長年待ち続けた女性だと感じた。
芝姫 つばさ（しばひめ つばさ）
声 - 新谷真弓
主人公の同級生で1年時はD組。
総一郎とは中学校も同じで、何度も告白しようとしては失敗している（完全に妹扱いされていたことがその一因）。成績は平凡で帰宅部。
非常に小柄で、同年代の平均的な身長の女子の肩ぐらいまでの身長しかない。そのため、実年齢よりも大分下に見られることがほとんど。
これといった取り柄は無いが、総一郎と同じ高校に入学するために毎日13時間も勉強したなど、努力家な一面もある。
妖精じみた美少女だが、ぶっきら棒で人見知りが激しい。作中では雪野がケモノと評するほど野性的な行動をたびたびしていた。事故で高校入学早々入院し、退院後に総一郎の彼女となっていた雪野に何かと突っかかるが、雪野が本気で相手をしてからは打ち解け、なつくようになる。
美少女なので作中では老若男女問わずモテると書かれているが、実際は同性からかわいがられる的な意味でモテてる場合がほとんどで、幼く見えすぎる為か同年代の男子からは異性として意識される描写はほとんどない(総一郎からは妹のように思われていた)。
実母はつばさの出産時に死亡。以降、父一人娘一人で暮らしてきたため、父の再婚話に反対してプチ家出までするが、最終的には再婚相手の息子（一馬）と意気投合し、再婚を受け入れる。
前述の通り人見知りが激しい性格で、友人達でさえまともなコミュニケーションが取れないことも珍しくないが、家族（特に一馬）といる時は普通である。
一馬の部屋に忍び込む癖があるようで、一馬が寝ている間に一馬のベッドに入って一緒に寝ている事は珍しくなく、一馬が家を出た後も時々部屋に入っている描写が見られた。
男性や恋愛に対する不信が心の根底にあり、自分へ恋情を寄せるようになった一馬ともうまくいかなくなるが、葛藤を経て相思相愛となる。一馬の気持ちを受け入れた後、カレカノメイトが目を見張るほどの色気を醸し出すなど女性としても成長したことが窺える。そして婚約し、卒業直前に結婚し専業主婦になる。十数年の時を経ても外見が変わらない。
芝姫 一馬（しばひめ かずま）
声 - 石田彰
芝姫つばさの義弟で他校の同学年。母親が再婚する前の旧姓は池田。人気インディーズバンド「陰・陽（イン・ヤン）」のヴォーカリストで最年少メンバー。
母とつばさの父との再婚にあたって設けた会食の席に、金髪で、見るからにパンク・ロック野郎という出で立ちで現れてつばさを怯えさせたうえ、年下の中学1年生と間違えて憤慨させるという最悪の出会いをする。しかし後に、お互いの家庭境遇に共感し、仲のよい姉弟となる。
高校2年になるとつばさを女性として意識し始め、お互いを傷つけるなど葛藤の末にやがてつばさの心を得る。その後の2人はカレカノメイトにほぼバカップルとして認識されていた。総一郎や井沢真秀のように複雑な内面を持つタイプにも初見から受け入れられている。
メジャーデビューが決まった「陰・陽」の活動に専念するため、高校を中途退学する。その後、数年を経て、バンドは世界的人気を集めていくことになる。
他人の心の内面に対する感受性が異様に高く、総一郎が心の闇を抱えている時と、それから開放された後、通りがかりの状態からでも見抜くことが出来た。つばさに負けず劣らず、外見が変わらない。
他キャラの恋愛話が基本1話で終わっているのに対し、つばさと一馬の話はコミックス2巻に渡るほどの長期ものになっている。
井沢 真秀（いさわ まほ）
声 - 野田順子
主人公の同級生で、1年生時のクラスメイト。実家は老舗の和菓子屋。愛称「まほさん」「まほりん」。
プライドが高く、中学では常にトップの優等生だった。だが高校では勉強運動両面でどうしても雪野に敵わず嫉妬心と敵愾心を抱く。その執着心ゆえに雪野が優等生を演じていることを見抜き、許せない思いから一時クラスの女子を煽動しシカトなど嫌がらせを繰り広げるが破綻。後に雪野たちと和解し、親友となる。
かなりの美貌を持ち、クールビューティーとしてカレカノメイトの「お姉さま」的存在。アニメ版のみ右眼に泣きボクロがある。
雪野と親友になった後もカレカノメイトとは距離を置いて接している部分があるなど打ちとけにくい性格ではあるが、一馬の歌を聞いてすぐにファンになるなど熱中しやすい所がある。
12歳年上の彼氏（貴志優介）とは中学時代に出会い、将来の目標を告白している。高校卒業後は女子医大に進学し、貴志と結婚（結婚に関するシーンはないが、最終回にて苗字が『貴志』になっている）。最終回では念願の脳外科医として雪野と同じ有馬家の総合病院に勤務している。
十波 健史（となみ たけふみ）
声 - 佐々木望
主人公の同級生で1年時はB組。
佐倉椿とは同じ小中学校で、当時はデブでいじめられっ子の「タケフミ」だった。中学1年時に沖縄県へ転校、高校1年の夏休み明けに北栄高校へ転入。自分を過剰に甘やかしてきた家族への反発心、椿への復讐心を糧に日々努力で自分改造を行い、転入時は文武両道・色黒で背の高い美形男子に変貌。椿を含むほとんどの旧友に「同姓同名の別人」と思われている。
正体を隠して椿に近づき復讐を狙うが、椿の表裏のない性格に圧倒される。椿に拘るその感情が「好きだから」だと分かって思い悩むが、ついには椿と彼氏彼女の関係になる。
総一郎は中学の同級生で憧れの存在だったが、似た者同士の雪野に一時接近したことで総一郎の「本当の感情」を刺激してしまう。後に和解し、良き理解者となる。
卒業後は家出同然で椿と共に海外へ飛び出し、遺跡などを放浪しながら8か国語を習得。古代文字解析の専門家となる。
佐倉 椿（さくら つばき）
声 - 千葉紗子
主人公の同級生で1年時はD組。芝姫つばさの幼稚園からの友人。長身でバレー部に所属、1年生からレギュラー。
性格は奔放でサッパリとした男勝りな体育会系で、下級生女子に慕われバレンタインデーにはチョコレートに埋もれていた。当人もかわいい女の子を自分の周りに侍らせるのが大好きで、キャラが被る浅葉秀明にライバル心を燃やしていた。
小学校時代は男子からも恐れられる存在で、同級生だった十波健史を「いじめから守る」という名目でいつも下僕のようにこき使っていた。北栄高校で健史と再会し、紆余曲折を経て彼氏彼女の関係になっている。
実は太っていた頃の健史の方が好みで、再度太らせるためにたくさん食べさせようとすることがある。
卒業式当日に健史と共に日本を飛び出し、世界各地の遺跡を巡る生活を送っている。後に某国の大学教授になる。
瀬名 りか（せな りか）
声 - 福井裕佳梨
主人公の同級生で1年時はD組。芝姫つばさの中学からの友人。連載当初は「瀬奈りか」だった。アニメ版での苗字も「瀬奈」。
手先が器用で刺繍が得意。温厚で忍耐強く女の子らしい性格なのだが怒らせると佐倉椿や沢田亜弥が怯えるほど怖く、小学生のころに恭一がいじめにあっていると知った時には鉄バッドを持ちだして相手の額めがけて躊躇なく振るうということまでやっている（相手はおでこの部分が切れて出血）。個性的なキャラが集まるカレカノメイトの中、自分は地味で目立たなくてもいいと思っているようだが、実は他のメンバーからの評価は高く、“真の実力者”である。
つばさは機嫌が悪い時に近づくと大抵の人がひっかかれる（雪野でもひっかかれる）が、自分は一度もひっかかれたことが無いのが小さな自慢。
実家は洋食屋でトキとマキという歳の離れた小学生の弟と妹がいる。
卒業後は大学の被服科に進学した後、亜弥の兄（恭一）と結婚し、つばさの父の専属縫い子になり、同時にバンド「陽・陰」のドラマー・マーティンの専属縫い子になる。
沢田 亜弥（さわだ あや）
声 - 本谷有希子
主人公の同級生で1年時はD組。芝姫つばさの中学からの友人で、瀬名りかとは家が隣同士の幼馴染。佐倉椿とは悪だくみ仲間として意気投合。
幼少時から数々の突飛な行動でいつもりかをヒヤヒヤさせており、高校からは喫煙癖も加わる。自他共に認める腹黒い読書家で、他人の弱点を冷静に分析する。
在学中から数々の作文・小説コンクールを総なめにし、「沢井綾希」のペンネームで小説家としても活動している。夏休みはほとんどを執筆に当て、皆と遊ぶときも眼の下にクマをこしらえていた。劇中劇「鋼の雪」の脚本を書き、文化祭にて雪野らにより公演、大人気を博す盛況ぶりだった。
カレカノメイトの中では唯一、恋愛絡みの話が全く無い。ただし、恋愛とは異なるが極一部の女子からはモテるようである。
最終回では担当編集者の宮沢花野に締め切りで追い回されている。

### 家族・血縁者

#### 宮沢雪野の関係者
宮沢 洋之（みやざわ ひろゆき）
声 - 草尾毅 / 幼少時 - 野田順子
雪野の父で、会社員。雪野が1年生の時で37歳。
早くに両親を亡くし、祖父と二人暮らしで育つ。少年時はかなりの悪ガキで、近所に住む都香をかわいがっていたが、客観的には全くそうではなかった。高校で都香に再会して微妙な関係となり、祖父の他界を機に都香と心の距離が一気に近づき、都香の高校卒業後すぐに結婚。この時悪ガキ時代からの天敵であった都香の父から猛反対を受けボコボコにされたが、これは宮沢家代々の伝統らしい。
家族を愛し、娘たちの意思と自由を尊重し、裕福ではないが円満でおおらかな家庭を支える明るい父。雪野が成績を落とし、学校側に呼び出しをくらった時も、娘の意思を全面的に信頼して全く動じることが無かった。一方で少年のような幼稚さも残っており、雪野からは「でっかい弟」と思われている。
「娘ラブ」と描かれたTシャツ（後に「娘ラブ2」にヴァージョンアップ）を好んで着用している。
宮沢 都香（みやざわ みやこ）
声 - 小山裕香
雪野の母で、専業主婦。夫の洋之とは都香が4歳からの幼馴染で二学年下（ゆえに雪野が1年生の時で35歳）。アニメ版での旧姓は小橋だが、原作では不出。
早くに母を亡くしている。中学で洋之と再会したときは兄妹のような関係だったが、高校で再会した時には互いに淡い想いが育ち始めていた。高校生の頃の都香は、雪野と外見が瓜二つ。
雪野のよき理解者でしっかり者。でもミーハー。雪野の妊娠に真っ先に気付いてもいる。
宮沢 月野（みやざわ つきの）
声 - 渡邉由紀
雪野の妹（次女）で、連載当初は中学3年生。
ロングヘアがチャームポイントのマイペースな女の子。普段着は緑色の長袖シャツに紺色のジーパンを履いている。
本編中では三姉妹の中で最も影が薄く目立った才能は無いかに見えたが、後になんとなく始めたテニスで準優勝し、私立高にスカウトされてテニスを続ける。大学までは数々のタイトルをとる優秀選手だったが、故障により引退後は県立高校の教員となり、テニス部の顧問を担当するようになる。生徒の長所を伸ばすのが上手らしい。
宮沢 花野（みやざわ かの）
声 - 山本麻里安
雪野と月野の妹（三姉妹の末っ子）で、連載当初は中学2年生。
髪はショートカット。一番甘えん坊だが、結構しっかりしている。小説や漫画などの読書が好き。
メンタル面に造詣が深く、雪野へは度々的確なアドバイスをし、時には雪野から私を見抜くのはやめて、と言われるほど姉を理解していた。
後に雪野と同じ北栄高校に進学し、髪も少し伸ばしたため、総一郎から「（高校1年頃の）雪野さんに似てきた」と言われている。卒業後は憧れだった沢井綾希（沢田亜弥）担当の編集者になっている。
アニメ版第25話は全編彼女が主人公のオリジナルストーリーで、キャラクターデザインエンディングテーマまでもが本編と違うものが使われた。
小橋（こばし）
声 - 西村知道
都香の父。名は原作では不出。警官で後に刑事となる。一人娘である都香を溺愛しており、悪ガキだった洋之を子供時代から目の仇にし、都香から遠ざけようとしていたが、その努力は実らなかった。娘同様、3人の孫娘達を溺愛している反面、意図的に洋之を粗末に扱っており、「安月給男」「チンピラ」と洋之に面と向かって罵る。だが、内心では洋之のことを認めているらしい。早くに妻に先立たれており、現在は広い家に一人で暮らしている。
洋之の祖父
声 - 北川米彦
洋之の祖父で育ての親。幼くして両親を失った洋之を愛情いっぱいに育てる。洋之が高校3年の時、体調を崩して床に伏せっていた朝、孫の成長を喜ぶ言葉を言い残し、彼が帰宅後、気が付いた時はもう息を引き取っていた。洋之と暮らしていた自宅は都香がお屋敷と言うほどに大きかったが、洋之では維持することができず、彼が亡くなった後に取り壊され、跡地には図書館が建てられた。
ペロペロ
宮沢家のペットである犬。性別はオス。
初登場時から一貫して愛嬌あるスタイル（白いパグのような見た目で常に舌出し）だったが、数年後突如大型化し、アフガン・ハウンドのような犬に変貌する。同時に"神奈川犬"（かながわけん）という驚異の犬種であったことが判明する。総一郎ですら聞いたことが無い犬種であることから、作中でも相当珍しい犬種であることが窺える。最終的にチルチル君（オス）とミチルちゃん（メス）という二匹の子供をもうける。初期の頃は頻繁に登場していたが、大型化してからはほとんど登場しなくなった。

#### 有馬総一郎の関係者
有馬 総司（ありま そうじ）
声 - 藤城裕士
総一郎の伯父で養父。有馬家の長男で、父、怜一郎から受け継いだ総合病院を経営している。
温厚だが、理不尽なことは絶対に認めない強さも持ち合わせる。虐待のうえ放置され餓死しかけていた総一郎を養子として迎え入れ、幼馴染で妻の志津音とともに育て上げる。
努力型の秀才で、それゆえ若い頃に天才型である異母弟の怜司をその才能への嫉妬から傷つけてしまったことを、ずっと悔いていた。一族の中心人物である姉（詠子）以下、高慢な有馬一族の中で唯一まともな人。
有馬 志津音（ありま しづね）
声 - さとうあい
総司の妻、総一郎の養母。志津音の日本画家の父親が総司の父親と学生時代からの親友で、総司は子供の頃から志津音にとっては「憧れのお兄さん」だった。兄がおり、兄と総司も友人同士。その後、学生時代に総司とは恋愛関係になり、順調に愛を育み結婚するが、数年後、病気により子宮を摘出しなければならず、総司に跡継ぎと家族を作れなくなってしまったことに心を痛める。
夫の異母弟である怜司とはお互い馬が合わなかったが、志津音なりにうまく付き合おうと接していた。その後、怜司から託された子、総一郎の母親になって欲しいと総司に頼まれ、それをすんなりと受け入れて総一郎に惜しみない愛情を注ぐ。
お茶、お花、日本舞踊を嗜む、慎ましやかだが芯の強い女性で、総一郎の実母、涼子が総一郎に鞄で殴りかかった時は体を張って総一郎を助け、負傷したことも。
有馬 怜司（ありま れいじ）
総一郎の実父。有馬家の次男で、怜一郎の愛人の子。ニューヨークで活躍するジャズピアニスト。総司とは歳が離れており、総一郎との再会時で35歳。
実母は幼少の怜司と無理心中を図るが怜司だけ生き残り、心的外傷を背負う。出自ゆえに幼い頃から親族に迫害されるが、総司の支えと自らの精神力で耐え抜いた。少年時から頭脳・容姿・体力ともに傑出していたが、自身への嫉妬心を見せた総司を苦しめてしまう己の存在を憎み、非行に走る。その後、怜司を心から心配した総司と一度は和解し、更生して総司の元へ戻るが、不良仲間と付き合っていた時に関係を持ってしまった涼子が自分の子供を産んだことを電話で告げられ、言われるがままに養育費を送金するようになる。また、涼子から息子に名前を付けてくれと言われ、「総一郎」と答える。その後、金をせびる涼子からの電話口で、いつも子供の泣き声が聞こえているのに気がつき、涼子が総一郎を虐待しているのではないかと疑う。涼子からの連絡が途絶えた後、怜司20歳、総一郎3歳の時に興信所を使って涼子の住居を突き止め、瀕死の総一郎を助けるが、総一郎のことを総司に託して姿を消す。
顔立ちが総一郎と酷似しているため、雪野も初対面で怜司のことを総一郎と見間違えた。総一郎には初めて自分を上回る男に出会ったと感じさせた。総一郎の実母、涼子を殺して自らと総一郎を解放する目的で日本へ帰国、その目的は果たせなかったが、総一郎と共にトラウマに打ち克つ力を手に入れ、総司との再会でわだかまりを解消しニューヨークへと戻る。
最終回では一馬のバンド「陰・陽」に楽曲を提供していたことが判明する。
涼子（りょうこ）
総一郎の実母。名字は不出。
怜司が非行に走っていた当時のリーダーの彼女だったが、怜司が金持ちの息子であることを知り、リーダーを振って一方的に怜司の彼女になろうとする。それを妬んだリーダーからの集団暴行による負傷で前後不覚だった怜司と強引に一夜を共にし、その際に懐妊して独断で総一郎を出産。怜司とは入籍せず居場所も知らせず、養育費を要求し続ける。怜司の出自（愛人の子であり、財産分与を期待できないということ）を知った後は連絡も断絶し、幼齢の総一郎に対して児童虐待を続け、餓死寸前まで追い込んだ後に総一郎を捨て去る。
その後はパトロンから金をもらってブティックを経営していたが、後援者の金銭的不信から店も傾き、カリスマ高校生となっていた総一郎のことを偶然知り、息子をダシに有馬家の財産を狙う。しかし最初の接近ではカレカノメイトらの智謀や志津音の気迫の前に敗退。次に怜司の来日で報道された怜司と総一郎の姿を見て、二人に会いに来て怜司を抱き込もうとするが、涼子を殺害するつもりで来日した怜司に銃で撃ち殺されそうになり、這う這うの体で逃げ出す。以降16年、総一郎の前に姿を現さずに物語は終わる。
本性は冷酷で屈折しており、総一郎に対してもまるで愛情も母性を感じさせないどころか、完全に他人を道具扱いする悪女だが、少女時に母親の恋人から乱暴され、それを母親に責められたという過去のトラウマを持っている。
有馬 怜一郎（ありま れいいちろう）
総司と怜司の父親。ゾっとするぐらいに容姿端麗で、英語、フランス語、ドイツ語、ロシア語、中国語の五か国語に堪能、人脈も幅広く、外科手術の腕も一流な上、病院の経営手腕もある、完璧な人間だと周囲には見られていた。しかし、実の父親に容貌がまったく似ていなかったことが原因で子供の頃から虐待されており、怜一郎もまた家族や肉親という物に対して歪みを抱えた人間の一人であった。
製薬会社の社長令嬢に見初められて強引に婚姻を進められ、4人の子（詠子、総司、妹二人）を授かるが、4人は誰も怜一郎には似ておらず、子供たちも父と比べて平凡な自分たちに父は期待していないのではないかと感じさせるほど家庭内は冷えており、夫婦の仲もうまくいっていなかった。
息子の総司が結婚し、家を出て独立してから数年後、突然、愛人とその間に出来た子供、怜司を家に住まわせることを決めて引き取るが、詠子を始めとした親族がそれを快く思うはずがなく、愛人は怜司と無理心中を図るも、怜司だけが生き残る。その後、病床の中、残された怜司のことを総司に頼むが、本妻との間の4人の子供には無関心だった父親が、自身にそっくりな怜司のことだけは愛しているのだと実感した総司に、しこりを残すこととなる。怜司曰く、総司のことも実は少なからず想っており、自分とは正反対だったからこそ総司とは仲良くしたかったらしい。
怜司の子である総一郎にも一度だけベッドの中から対面したことがあるが、総一郎は祖父である怜一郎の顔を覚えていない。その後、しばらくして亡くなっている。
有馬 詠子（ありま えいこ）
声 - 弥永和子
怜一郎の第一子、総司の姉。婚姻後の姓は不出。
勝気で気位が高く、学生時代は才色兼備なマドンナとして総司の級友達にも大人気だった。父、怜一郎を強烈に熱愛しており、彼に認められるためだけに必死に勉強に励み外科医師を目指すが、当の父親からはあっさりと医者に向いていないから他のものになれと言われ、その言葉に傷ついて医者の道を諦め、エスカレーター式に女子大を卒業し、その後、父に勧められるまま見合いで他家へと嫁ぐ。
嫁いだ後も有馬家ではかなりの発言力を持っており、怜司と愛人であるその母に父の愛情が向けられていることを許せず、二人に辛く当たり、結果、無理心中という悲劇を生むが、以降も生き残った怜司やその子供である総一郎には辛辣な態度をとり続ける。
しかし弟である総司に対しては、子供の頃から力強く励ましてくれた姉であり、また、医者を目指す雪野のことは、そこにかつて自分がなりたかった姿を見たようで、内心気に入っているらしい。

#### 雪野と総一郎の関係者
有馬 咲良（ありま さくら）
雪野と総一郎の第1子（長女）。
容姿端麗、成績優秀、文武両道な優等生で、有馬家の血を濃く継いでいる。雪野が出産前から手のかからない子と予想していたが実際はさらにその上を行く存在で、隣に住んでいた浅葉秀明も幼少期の彼女に色々助けてもらっている。雪野が予定より早く医大を受験できたのも3歳当時の彼女の薦めである。
両親と同じ北栄高校に入学し、入学式ではかつての総一郎と同じく総代を務めている。総一郎からは妊娠の経緯が経緯（自分と同じ「予想外の妊娠」で出来た子供）だけに幸せになって欲しいと願われているが、初登場である最終回にて浅葉に告白しており、さらに彼がすでに自分から目が離せないことも理解している。
有馬 蘇芳（ありま すおう）、有馬 藍（ありま あい）
雪野と総一郎の第2子・第3子（長男、次男）で、二卵性双生児。姉・咲良の一学年下。
この二人は宮沢家の血を濃く継いでおり、母の雪野からは「おもろ（面白）フェイス」と言われている。双子だが二卵性なので顔はあまり似ていない。基本は結構出来る子達なのだが、姉、咲良の出来があまりに良すぎるせいか一見凡庸に見える。姉を心から慕っており、その言葉には常に忠実に動く。

#### 芝姫つばさの関係者
芝姫 俊春（しばひめ としはる）
声 - 山本密（現：山本大介）
つばさの父、子供服のデザイナー（後につばさの成長に合わせるように若干高年齢の物に移行）で高収入。宮沢家の女性陣（＋真秀）が見とれるほどの「美父」で、線の細い柔和な表情。その分、頼りなさそうな印象も与える（一馬の母いわく「それも味」とのこと）。年齢は洋之と同年代。
妻の忘れ形見であるつばさを溺愛するも、仕事の忙しさからあまりかまってやれなかった。つばさが怪我で入院した時は心痛でくじけそうになるが、心の支えになってくれた一馬の母、裕美と懇意になり交際を開始。当初は反対だったつばさの理解も得られ、無事に結婚する。
芝姫 裕美（しばひめ ひろみ）
声 - 田村たがめ
再婚する前の旧姓は池田。原作では下の名前は不出。職業は看護師で前の夫とは死別している。入院してきたつばさの担当になったことが縁で俊春と交際を開始、紆余曲折を経て結婚する。
一馬の母らしく豪快かつ少々乱暴な性格だが、娘欲しさから点数を稼ごうと、つばさの前では途中まで猫をかぶっていた。看護師らしく、病人や怪我人の前では冷静かつ的確な言動をとる。

### その他の人物
貴志 優介（たかし ゆうすけ）
井沢真秀の12歳年上の恋人。歯科医師。
27歳のとき、当時中学3年生だった真秀に告白される。子供には興味がないとしてすげなくするが、真秀の見せた情熱に思いきれないものを感じ、やがて成長を見守ることにする。彼女の高校合格後は年上の恋人になる。偏頭痛持ち。
最終回では真秀と結婚している。
川島先生
声 - 清川元夢
雪野達が通う北栄高校の学園主任。学校の中でも特に成績優秀で将来有望な雪野と総一郎の成績が落ちた時、二人を呼び出して付き合いを止めるよう注意する。だが、二人はそれを聞き入れなかったため、それぞれの両親を呼び出すも、二人の自由を認める両親の言葉と、今後は勉強と付き合いを両立していくという雪野と総一郎の謝罪を受け入れ、以降は二人を見守っていく。その後、三年生になった雪野と総一郎の進路（主婦と警察官）を聞き、学年成績トップの二人が進学しないことへのショックで卒倒してしまう。
学生時代に演劇をやっていた経験があり、雪野達が文化祭で劇中劇「鋼の雪」をやるにあたり、臨時顧問を引き受ける。
潮（うしお）
一馬が所属している「陰・陽」のリーダー。ベース担当。優しい兄貴風で、一馬が迷っている時も優しく諭した。しかし今一つ影が薄い。一馬より11歳年上。
敦矢（あつや）
一馬が所属している「陰・陽」のメンバー。ギター担当。一馬が入るまではヴォーカル兼務。しかし歌は上手な方ではなかった。潮と同い年の幼馴染で、なにかと潮と同じことをやりたがる。その上で場を仕切りたがり、リーダーを差し置いて物事を勝手に決めること多数。体力の衰えをさりげなく感じており、風邪が治りにくくなったと愚痴をこぼすことがある。潮が一人暮らしをする際、強引についてきたらしく一緒に暮らしている。
マーティン
一馬が所属している「陰・陽」のメンバー。ドラム担当。ビジュアル系バンド出身で「緑鳴館の皇帝」と呼ばれ、失神者続出のライブは語り草。しかしルックスより実力で勝負するために今のバンドに。
普段はあごヒゲロンゲの小太り男だが、気合を入れると超絶美形に変身する。作中で16年経過した最終話でも外見の変化がなく、カレカノメイトから「魔界転生か？」「平安時代から生きていそうだ」と恐れられた。
年齢は不明だが、他のメンバーが子供の頃には既に成人していたので初登場時点で若く見積もっても30代後半にはなっていたと思われる。
ジョーカー
一馬が所属している「陰・陽」のメンバー。キーボード担当。見事にたくわえた口ひげなどからメンバー最年長に見られるが、実は21歳。
潮に負けないほど面倒見がよく、家出した一馬に自分が働いている喫茶店でのアルバイトを紹介した。

## 劇中劇「鋼の雪」
亜弥の脚本を雪野が主役で演じた文化祭の劇中劇（単行本9巻）で『彼氏彼女の事情キャラクターブック』でシナリオとして発表されているほか、それ以前より実際に上演した演劇部も多数あるという。ジャンルとしてはSFだが、キャラクター心の葛藤を主題に据えたものになっており、本作の前半と後半を隔てる分水嶺でもある。
あらすじ
若き天才科学者レン・クロフォード（演：宮沢雪野）は、アンドロイド製作による名声と栄華の絶頂から突如失踪し、遠く離れた惑星で最初の作品・アンティーク（演：芝姫つばさ）と共に移住した後に100年近いコールドスリープ（冷凍睡眠）に入る。目覚めた彼らの元に最新型であるネオモデル（演：井沢真秀）が現れ、3人の生活が始まる。レンは自ら生み出した完璧なアンドロイドに対する「創造物より劣る創造主」という事実を突きつけられると同時に、自分自身の忘れがたい過去をも露呈し絶望し苦悩する。一方ネオモデルは、完璧につくられたがゆえの苦しみを抱えており、「自分は何のために存在するのか」を考え、自ら創造主を探し当てたのだった。物語は「3人」の自我と過去、お互いの救いを主題に展開して行くことになる。

## 評価
宗教学者の大田俊寛は、精神科医ジュディス・ハーマンの『心的外傷と回復』の記述に照らしても、本作品は、「幼児虐待を受けた主体が成長の過程でどのような人格を身に付け、どのような契機で回復しうるかということを見事に描き出している」と評し、ほとんど想像力だけでこれほど深く心理的現実に迫った作者の想像力を称賛している。

## 書誌情報

### 単行本
- 津田雅美『彼氏彼女の事情』白泉社〈花とゆめコミックス〉、全21巻
  1. 1996年6月10日第1刷発行、ISBN 4-592-12065-5
  2. 1997年2月10日第1刷発行、ISBN 4-592-12066-3
  3. 1997年8月10日第1刷発行、ISBN 4-592-12067-1
  4. 1997年12月10日第1刷発行、ISBN 4-592-12068-X
  5. 1998年6月10日第1刷発行、ISBN 4-592-12069-8
  6. 1998年10月10日第1刷発行、ISBN 4-592-12070-1
  7. 1999年3月10日第1刷発行、ISBN 4-592-12071-X
  8. 1999年9月10日第1刷発行、ISBN 4-592-12072-8
  9. 2000年3月10日第1刷発行、ISBN 4-592-12073-6
  10. 2000年10月10日第1刷発行、ISBN 4-592-12074-4
  11. 2001年7月10日第1刷発行、ISBN 4-592-12075-2
  12. 2001年10月10日第1刷発行、ISBN 4-592-12076-0
  13. 2002年5月2日第1刷発行、ISBN 4-592-12077-9
  14. 2002年9月10日第1刷発行、ISBN 4-592-12078-7
  15. 2003年2月5日第1刷発行、ISBN 4-592-12079-5
  16. 2003年7月5日第1刷発行、ISBN 4-592-17860-2
  17. 2003年12月5日第1刷発行、ISBN 4-592-17861-0
  18. 2004年5月1日第1刷発行、ISBN 4-592-17862-9
  19. 2004年10月5日第1刷発行、ISBN 4-592-17863-7
  20. 2005年3月5日第1刷発行、ISBN 4-592-17864-5
  21. 2005年8月5日第1刷発行、ISBN 4-592-17865-3

### 文庫版
- 津田雅美『彼氏彼女の事情』白泉社〈白泉社文庫〉、全10巻
  1. 2011年4月22日第1刷発行、ISBN 978-4-592-89001-0
  2. 2011年4月22日第1刷発行、ISBN 978-4-592-89002-7
  3. 2011年5月17日第1刷発行、ISBN 978-4-592-89003-4
  4. 2011年5月17日第1刷発行、ISBN 978-4-592-89004-1
  5. 2011年7月15日第1刷発行、ISBN 978-4-592-89005-8
  6. 2011年7月15日第1刷発行、ISBN 978-4-592-89006-5
  7. 2011年9月15日第1刷発行、ISBN 978-4-592-89007-2
  8. 2011年9月15日第1刷発行、ISBN 978-4-592-89008-9
  9. 2011年11月15日第1刷発行、ISBN 978-4-592-89009-6
  10. 2011年11月15日第1刷発行、ISBN 978-4-592-89010-2

### 英語版
- 津田雅美『彼氏彼女の事情-英語版』白泉社〈Hakusensha English comics〉
  - 2004年10月10日第1刷発行、ISBN 4-592-73225-1

### ファンブック
- 津田雅美『彼氏彼女の事情 キャラクターブック』白泉社
  - 2002年7月5日第1刷発行、ISBN 4-592-73195-6

## テレビアニメ
テレビ東京系列 (TXN) にて、1998年10月2日から1999年3月26日まで放送された。全26話。制作はガイナックス。本作放送の少し前に社会現象を巻き起こしたアニメ『新世紀エヴァンゲリオン』（『エヴァ』）を監督し一躍時の人となった庵野秀明が、『エヴァ』後初めて手掛けるテレビアニメ作品としても注目された（庵野「監督」の表記に関連する件は#映像ソフトで詳述）。
演出のコンセプトは「最初にリアリティのある美術背景を見せることで世界観を確立させて、その他は漫画と舞台のモンタージュにして綿密な舞台装置の描写を省略する」というものだった。その結果、信号機や風景での心象表現・庵野作品を含む様々な作品のパロディやギャグ要素の挿入・原作漫画のカットや実写映像の利用・さらには「劇メーション」と呼ばれる一風変わった描写の使用など、実験的なものも含めて様々な演出表現が用いられている。
アイキャッチには、各話のエピソードを象徴するような四字熟語が表示されていた。次回予告には宮沢月野役の渡邉由紀と宮沢花野役の山本麻里安を中心としたアフレコ現場の映像が用いられた。
オープニング曲のプロデュースは庵野と親交のあった藤井フミヤが担当。エンディングでは「夢の中へ」のカバーに合わせ、毎回異なる実写映像が流れた。また、劇中でも「インヴェンション第8番」「ゴルトベルク変奏曲-アリア」などのクラシックや、挿入歌に「S・O・S」のカバー、アバンタイトルに「正太郎マーチ（鉄人28号）」や「宇宙戦艦ヤマト」など、過去の著名曲が各所で使用されている。『ヱヴァンゲリヲン新劇場版:破』では本作の劇中音楽の一部が流用されている。
オープニングは、まず最初に「テレビを見る時は部屋を明るくして離れて見て下さい」との注意書きが表示され、その直後にオープニングが放送される流れである。オープニングの終盤の製作のテロップ表示後は提供テロップと音声が被さり、オープニングが提供バックを兼ねる作りとなっており、注意書きから提供バックまでがセットになっている。また番組終わりの提供バックは犬（宮沢家の飼い犬）のアニメになっているなど、凝った作りとなっている。
配役に関しては、高校生役の多くがテレビアニメ初出演となっている。これは既存声優に対して限界を感じていた庵野の発案であり、有名な声優は極力起用せずに大規模なオーディションを催し、一部（新谷真弓・山本密）は庵野による直接のオファーで起用された。このため元々実写畑・舞台畑の役者や新人声優が多数起用され、後に各方面で活躍している。また、制作面でも今石洋之や佐伯昭志など当時若手だったスタッフの抜擢が目立っている。通常のアフレコとは違い、セミプレスコとして仮編集の映像で声優が台詞を入れ、音声を優先して絵のタイミングや各カットの尺を変更、同時にタイムシートの変更や原画チェックも行う作業を行っていた。これはスケジュールを圧迫した原因の一つにもなり、庵野は「今のテレビアニメの制作システムでは、役者優先は難しかった。でも既にできた絵のイメージを通り越して、役者特有のトーンができたのは独特の面白さがあった」と苦労と手応えについて振り返っている。
ガイナックスがセル画からデジタル制作へ移行する過渡期に作られた作品でもある。

### 原作との相違点
ACT25.0や総集編などを除けば、漫画でのネームをそのまま台本として使えるほど原作に忠実なセリフ回しだが、作画や演出における相違点は当然ある（テレビアニメ版は庵野の意向によりギャグ要素をより強調している）ほか、オリジナルの展開もある。特にACT25.0「これまでと違うお話」では、主人公の妹である宮沢花野をヒロインにした全編オリジナルストーリーが展開された。番外編『桜の林の満開の下』は原作と同じく物語途中に組み込まれているが、アニメ版では『ACT0.5』と幕表示されている。
放送当時は原作の連載が終了しておらず、終盤にはアニメ側のストーリー進行が原作側にほぼ追いついたという事情もあり、物語としては完結させずに最終話を迎えている。最終回は、雪野と有馬の物語が一段落したところで佐倉と十波のエピソードを一話入れ、「彼と彼女（男と女）の物語は、つづく」という形で終了させている。
原作では一年生の夏休み明けにあたるタイミングでアニメ化発表がなされ、原作はその後しばらく休載した。連載再開時に原作の画風が変化していたこと（それまでの丸みを帯びた画風が相対的に直線的で清楚なものになっている）とアニメ化の関係、およびアニメ終盤の展開との関係が取りざたされたが、詳細は不詳である。放送期間中の原作では、やはりアニメ化との関連か「初号機」などの『エヴァ』ネタが登場したこともあった。

### スタッフィング
鶴巻和哉監督による新作アニメ（後に『フリクリ』として発表される）の企画が難航して制作に入れず、『エヴァ』で集まったスタッフを留めておく為に急遽立ち上げられた企画である。そのためオリジナル企画を立ち上げる時間的余裕がなく、庵野監督としては初となる原作付きの監督作品となった。
参加したスタッフの内、佐伯昭志は第8話で原画デビューを果たした。
また、作画監督を務めた高村和宏は、キャラクターの服を調べるために雑誌を集めていたと2003年のインタビューの中で振り返っており、「別にシャツなんかちょっとくらい形変わってても気にはならないはずなんですけど、実際にあるものだから探してみないと、不安なんですよね。もし違ってたらと思うと。」とも話している。

#### 監督降板劇
第14話分がテレビ東京により納品拒否されたため（後述）、「放送内容に責任を持てない状況で監督を続けられない」ことを表面上の理由として、庵野秀明は監督降板を申し入れた。
上記は実際に理由の一つではあったが、庵野の方法論・作業がスケジュールを圧迫する最大要因となっていたため、一般的なアニメ制作方法にすることで制作スピードを上げ、スケジュールを巻き戻すのが最大の理由であった。スケジュールとスタッフの自主性や自由度を守る為に、庵野が怒って自ら辞める形にしたとのこと。
ただし、その後も庵野は毎日制作現場に来てチェックや指示を行なっており、一般的な監督職と同等の作業は行っていた。その為、実際は監督を降板したとは言わない状況であった。また第26話に関してはスケジュールが逼迫していた為、積極的にスタッフのコントロールを行い、第14話以前のように積極的な監督作業を行っている。

### スタッフ
- 原作 - 津田雅美（白泉社LaLaコミックス刊）
- 企画 - GAINAX
- 監督 - 庵野秀明（第1話 - 第15話）→あんのひであき（第16話）→アンノヒデアキ（第17話 - ）、佐藤裕紀（第16話 - ）
- アニメーションキャラクターデザイン - 平松禎史
- 美術監督 - 佐藤勝
- 美術設定 - 平澤晃弘、服部由美子
- 色彩設定 - 高星晴美
- 撮影監督 - 黒澤豊
- 編集 - 三木幸子
- 音響監督 - 庵野秀明
- 音響プロデューサー - 中野徹（第17・20話のみ音響監督の役職名でクレジット）
- 音楽 - 鷺巣詩郎
- オープニングテーマプロデュース - 藤井フミヤ
- エンディング撮影協力 - 摩砂雪、シネバザール
- プロデューサー - 小林教子、柳沢隆行、大月俊倫
- アニメーション制作プロデューサー - 阿部倫久、松倉友二、佐藤裕紀→神村靖宏
- アニメーション制作・2Dデジタルワークス - J.C.STAFF、GAiNAX
- 製作 - テレビ東京、SOFTX、ガンジス

### 主題歌
オープニングテーマ「天使のゆびきり」
作詞 - 藤井フミヤ / 作曲・編曲 - 有賀啓雄 / 歌 - 福田舞
- ACT1.0～ACT5.0、ACT7.0はOPなし

エンディングテーマ「夢の中へ」
作詞・作曲 - 井上陽水 / 編曲 - 光宗信吉 / 歌 - 榎本温子、鈴木千尋
- 一部ACTで榎本のソロ歌唱、またはカラオケバージョンあり。

ACT25.0 エンディングテーマ「風邪ひいた夜」
作詞・作曲・編曲 - 松浦有希 / 歌 - 渡邉由紀、山本麻里安
ACT6.0 挿入歌「S・O・S」
作詞 - 阿久悠 / 作曲 - 都倉俊一 / 歌 - 渡邉由紀、山本麻里安

### 各話リスト
『ACT14.0 - 14.6』および『ACT24.25 - 24.75』は総集編となっている。
| 回 | 話数・サブタイトル（アイキャッチの四字熟語）       | 脚本            | 絵コンテ          | 演出              | 作画監督          | 放送日         |
| -- | -------------------------------------------------- | --------------- | ----------------- | ----------------- | ----------------- | -------------- |
| 1  | ACT1.0 彼女の事情 （油断大敵）                     | 庵野秀明        | 今石洋之 佐伯昭志 | 安藤健            | 平松禎史          | 1998年 10月2日 |
| 2  | ACT2.0 二人の秘密 （塞翁失馬）                     | 庵野秀明        | 大塚雅彦 小倉陳利 | 大塚雅彦          | 小倉陳利          | 10月9日        |
| 3  | ACT3.0 彼氏の事情 （厚貌深情）                     | 庵野秀明        | 今石洋之          | 安藤健            | 今石洋之          | 10月16日       |
| 4  | ACT4.0 彼女の難題 （自縄自縛）                     | 庵野秀明        | 佐伯昭志 鶴巻和哉 | 佐藤育郎          | 中山由美          | 10月23日       |
| 5  | ACT5.0 日々の迷宮 （千荊万棘）                     | 庵野秀明        | 横田和            | 笠井賢一          | 平岡正幸          | 10月30日       |
| 5  | ACT5.5 彼の野望 （虎視眈々）                       | 庵野秀明        | 横田和            | 笠井賢一          | 平岡正幸          | 10月30日       |
| 6  | ACT6.0 僕を変える、君の声 （芝蘭結契）             | 庵野秀明        | 鶴巻和哉 佐伯昭志 | 大塚雅彦          | 小倉陳利          | 11月6日        |
| 7  | ACT7.0 二人の阻隔 （不撓不屈）                     | 庵野秀明        | 伊藤尚往          | 佐藤英一          | 中山由美          | 11月13日       |
| 8  | ACT8.0 彼女の日常 （安閑恬静）                     | 庵野秀明        | 平松禎史          | 佐伯昭志          | 平松禎史          | 11月20日       |
| 8  | ACT0.5 桜の林の満開の下 （人面桃花）               | 庵野秀明        | 佐伯昭志          | 安藤健            | 平松禎史          | 11月20日       |
| 9  | ACT9.0 モラトリアムの贖罪 （因果応報）             | 庵野秀明        | 笠井賢一          | 笠井賢一          | 薄谷栄之          | 11月27日       |
| 10 | ACT10.0 すべてはこれから （急転直下）              | 庵野秀明        | 岡本英樹 今石洋之 | 岡本英樹          | 伊東伸高          | 12月4日        |
| 11 | ACT11.0 1学期の終わりに （憐香惜玉）               | 庵野秀明        | 伊藤尚往          | 安藤健            | 今石洋之          | 12月11日       |
| 11 | ACT11.5 夏の休みの始まりに （同気相求）            | 庵野秀明        | 伊藤尚往          | 安藤健            | 今石洋之          | 12月11日       |
| 12 | ACT12.0 仕合わせの在処 （悲歓離合）                | 庵野秀明        | 鶴巻和哉          | 鶴巻和哉          | 鶴巻和哉          | 12月18日       |
| 13 | ACT13.0 幸せの主観 （帰馬放牛）                    | 庵野秀明        | 大塚雅彦          | 大塚雅彦          | 平松禎史          | 12月25日       |
| 14 | ACT14.0 これまでのお話 (前編) （紆余曲折）         | 庵野秀明        | -                 | 大塚雅彦          | -                 | 12月30日       |
| 14 | ACT14.3 これまでのお話 (中編) （有為転変）         | 庵野秀明        | -                 | 大塚雅彦          | -                 | 12月30日       |
| 15 | ACT14.6 これまでのお話 （後編） （多事多難）       | 庵野秀明        | -                 | 安藤健 大塚雅彦   | -                 | 1999年 1月8日  |
| 15 | ACT15.0 声の向こうに見えるもの （一日千秋）        | 庵野秀明        | 伊藤尚往          | 岩崎良明          | 高村和宏          | 1999年 1月8日  |
| 16 | ACT16.0 永遠の点綴 （生生流転）                    | 庵野秀明        | 小倉陳利          | 安藤健            | 小倉陳利          | 1月15日        |
| 17 | ACT17.0 彼の去来 （暮雲春樹）                      | 庵野秀明        | 笠井賢一          | 笠井賢一          | 薄谷栄之          | 1月22日        |
| 18 | ACT18.0 シン・カ （朝雲暮雨）                      | 庵野秀明        | 佐藤順一          | 大塚雅彦          | 平松禎史          | 1月29日        |
| 19 | ACT19.0 14DAYS・1 （清風故人）                     | 今石洋之        | 今石洋之          | 木村隆一          | 今石洋之          | 2月5日         |
| 20 | ACT20.0 14DAYS・2 （臥薪嘗胆）                     | 庵野秀明        | 高橋裕一 藤井昌宏 | 鈴木行            | 高橋裕一 藤井昌宏 | 2月12日        |
| 21 | ACT21.0 14DAYS・3 （幽愁暗恨）                     | 庵野秀明        | 高橋裕一 藤井昌宏 | 岡本英樹          | 今泉友宏 佐田和弘 | 2月19日        |
| 22 | ACT22.0 14DAYS･4 （気炎万丈）                      | 庵野秀明        | 布施木和伸        | 高島大輔          | 高橋裕一 藤井昌宏 | 2月26日        |
| 23 | ACT23.0 14DAYS･5 （落花流水）                      | 庵野秀明        | 伊藤尚往          | 石堂宏之 高島大輔 | 今泉友宏 佐田和弘 | 3月5日         |
| 24 | ACT24.0 今までと違うお話 （屋梁落月）              | 佐伯昭志        | 佐伯昭志          | 佐伯昭志          | 高村和宏          | 3月12日        |
| 24 | ACT24.25 これまでのおさらい「天ノ巻」 （瓦釜雷鳴） | 佐伯昭志        | 佐伯昭志          | 佐伯昭志          | 高村和宏          | 3月12日        |
| 24 | ACT24.50 これまでのおさらい「地ノ巻」 （故歩自封） | 佐伯昭志        | 佐伯昭志          | 佐伯昭志          | 高村和宏          | 3月12日        |
| 24 | ACT24.75 これまでのおさらい「人ノ巻」 （咬文嚼字） | 佐伯昭志        | 佐伯昭志          | 佐伯昭志          | 高村和宏          | 3月12日        |
| 25 | ACT25.0 これまでと違うお話 （傍目八目）            | 佐藤竜雄        | 中山勝一          | 中山勝一          | 小倉陳利 中山勝一 | 3月19日        |
| 26 | ACT26.0 14DAYS･6 （有無相生）                      | 庵野秀明 安藤健 | 庵野秀明 安藤健   | 安藤健            | 平松禎史          | 3月26日        |

### 映像ソフト
KING AMUSEMENT CREATIVE（旧・スターチャイルド）からリリースが行われ、今までVHS/LD/DVD/BDで発売されている。

#### 映像ソフトにおける庵野秀明「監督」表記について
本作において庵野秀明のクレジット表記は上記「スタッフ」のとおり、"庵野秀明"単独で「監督」名義になっていたのは第1話～第15話までであり、第16話は「あんのひであき」、第17話以降は「アンノヒデアキ」という表記に変わり、かつ佐藤裕紀との連名で監督表記がされている。
#外部リンクにある、本作制作会社の作品情報ページや、2019年に発売されるBlu-ray（BD）BOXサイトにおけるスタッフ情報においては、監督は"庵野秀明"名義のみが記載されている（BDの製品情報は下記に詳述）。

#### 第1話オープニング
テレビ放送では第1話にオープニングは付いていなかったが、パッケージメディアで販売するに辺りオープニングが追加された。しかしBlu-ray BOXにおいては放送時のオープニングなしの状態で収録されるように変更されている。
始めてオープニングが放送されるのは第6話となる。元々楽曲の製作が遅れていた為オープニングの製作が遅れていた。それに加え第1話から第5話にオープニングを入れると話の内容を削る必要がある為に第6話に入れることになった。また、第6話は主役の2人が彼氏・彼女の関係になる話の為、この回で入れるのが良いという監督判断になったともある。
なかなかオープニング曲が使われない為、大月俊倫プロデューサーは藤井フミヤに怒られたとのこと。

#### 初回放送版第14話
第14話の総集編は庵野監督によって作られたが、これをテレビ東京が納品拒否した為に放送できなくなってしまった（この件により庵野監督が降板を申し入れることになる）。
その為、急遽スターチャイルド側のプロデューサー主導で新たに第14話の総集編が作られ（編集シーンの選択は大月俊倫プロデューサーによる）、放送された。
パッケージメディアでは通常のスタッフにより再度第14話を作り直したものを収録している。
庵野監督版および初回放送版は共にマスターは残していない為、庵野監督版は観ることは出来ず、初回放送版は当時のテレビ録画でしか観ることは出来ない。
初回放送の第14話と第15話のエンディングのスタッフクレジットでは以下の様に表示が行われていた。
- 第14話

ACT.14構成
大月俊倫
松倉友二
- 第15話

ACT.14.6構成
大月俊倫
松倉友二

#### DVD
初回版は1999年12月に発売。2005年に再発売されたDVDには、7巻を除く各巻に10分ほどのキャストインタビューが収録されている（下記）。
- 1巻：宮沢雪野役 榎本温子
- 2巻：浅葉秀明役 私市淳、井沢真秀役 野田順子
- 3巻：芝姫つばさ役 新谷真弓
- 4巻：瀬名りか役 福井裕佳梨
- 5巻：沢田亜弥役 本谷有希子
- 6巻：佐倉椿役 千葉紗子

#### BD
全話を5枚組のディスクに収録し1箱に同梱した「彼氏彼女の事情 Blu-Ray BOX」として2019年3月27日に発売。本編素材はキューテックのFORS技術を使用しHDアップコンバートされたHDニューマスターで収録。当時に撮影された生フィルム現物など、各種特典も付属。DVDに収録されたキャストインタビューは無いが、TV放映版（エンディング・一部シーン）の抜粋映像、当時のアフレコで使用された映像などが別途ディスクに収録。これらの素材については、本作の素材・資料などを現在保管しているアニメ制作会社・カラー（庵野が代表取締社長）と、特定非営利活動法人であるアニメ特撮アーカイブ機構(ATAC)協力の元で提供された。

## CD
- 彼氏彼女の事情 アクト・ゼロ（月刊LaLa全員プレゼント）
- 彼氏彼女の事情 ACT1.0（1998年12月23日）
- 彼氏彼女の事情 ACT2.0（1999年2月26日）
- Setsu・Getsu・Ka（1999年3月26日） - 榎本温子、渡邉由紀、山本麻里安の3人の歌謡集
- 彼氏彼女の事情 ACT3.0（1999年5月28日）
- 彼氏彼女の事情 メモリアルドラマCD FINAL ACT（月刊LaLa全員プレゼント）
- 彼氏彼女の事情 CD-BOX（2005年2月23日） - ACT1.0 - 3.0と、未発表音源を収録